# IFP Énergies nouvelles
Het IFP Énergies nouvelles is een Franse onderzoeksinstituut dat in 1944 werd opgericht als Institut Français du Pétrole om de olie-industrie te ondersteunen. Het is gevestigd in Rueil-Malmaison bij Parijs en Solaize bij Lyon. Het EPIC of staatsinstituut kreeg de naam IFP Énergies nouvelles in 2010 om de verschuiving naar duurzame energie te benadrukken.

## Aanloop
In Pechelbronn vond al sinds 1740 oliewinning plaats. Nadat Bas-Rhin in 1919 weer ingelijfd werd bij Frankrijk en daarmee de Universiteit van Straatsburg, werd in 1920 een petroleumlaboratorium opgericht aan de universiteit om de industrie daar te ondersteunen. In 1922 werd het Institut du pétrole opgericht, bestaande uit de secties chemie, geologie en exploitatie. Financiering kwam van een belasting die werd geheven over de oliewinning in Pechelbronn.
In 1924 werd in Straatsburg de École nationale supérieure du pétrole et des combustibles liquides (ENSPCL) opgericht. Na de Duitse inval in Polen op 1 september 1939 werd Straatsburg ontruimd in aanloop naar de Frans-Britse oorlogsverklaring tegen het Duitse Rijk op 3 september. De universiteit verplaatste zich daarop naar Clermont-Ferrand.
In 1931 werd door Paul Dumanois in Parijs de École des applications mécaniques des combustibles liquides (EAMCL) opgericht, vanaf 1936 École nationale des moteurs à combustion et à explosion geheten.
Nadat in 1944 de IFP was opgericht, vielen de twee scholen hier vanaf 1946 onder tot zij in 1954 werden samengevoegd als École nationale supérieure du pétrole et des moteurs (ENSPM).

## Activiteiten
Voor de Tweede Wereldoorlog was al het staatsbedrijf Compagnie Française des Pétroles (CFP) opgericht, het latere Total. Daarna werd een reeks aan andere staatsoliemaatschappijen opgericht die uiteindelijk zouden fuseren tot Elf Aquitaine. Met Schlumberger was ook een van de belangrijkste olieservicebedrijven Frans, hoewel met grote Amerikaanse invloed. Om niet afhankelijk te zijn van andere landen, zag de Franse overheid de noodzaak om naast exploratie en productie ook service logistiek op dit vlak te verbeteren. Om de technologische basis te verbreden werd in 1944 de IFP opgericht.
Zo werd een belangrijke bijdrage geleverd aan de ontwikkeling van een dynamisch positioneringssysteem (DP) waarvoor vanaf 1963 de Térébel werd gebruikt. In 1963 werd ook begonnen met het ontwerp van een halfafzinkbaar boorplatform, de Pentagone. Ook werden ROV's ontwikkeld, zoals de Télénaute 1000.
Een resultaat van de kennis die ontwikkeld werd, was een hele reeks spin-offs, zoals Technip dat in 1958 met Commissariat à l'énergie atomique (CEA) werd opgericht. Procatalyse, Franlab, Beicip, Axens en Coflexip zijn enkele van de meer dan 30 bedrijven die daarna volgden.

## Bekende onderzoekers
- Yves Chauvin